# جيم برادلي
جيم برادلي هو سياسي كندي، ولد في 19 فبراير 1945 في غريتر سودبوري في كندا. حزبياً، نشط في الحزب الليبرالي في أونتاريو ‏. وقد انتخب عضو برلمان مقاطعة أونتاريو وانتخب زعيم المعارضة ‏ وانتخب وزارة البيئة (أونتاريو).

## وصلات خارجية
- الموقع الرسمي